# Marco Flavio Apro
Marco Flavio Apro (en latín Marcus Flavius Aper) fue un senador romano de la primera mitad del siglo II que desarrolló su carrera política bajo los imperios de Trajano y Adriano.

## Familia
Era hijo de Marco Flavio Apro, consul suffectus en 103, bajo Trajano.

## Carrera
Su primer cargo conocido es en 125, cuando aparece como gobernador de la provincia de Lycia-Pamphilia, lo que supone que poco tiempo antes había sido pretor. En 130, bajo Adriano, culminó su carrera como consul ordinarius.

## Descendencia
Su hijo Marco Flavio Apro fue consul ordinarius en 176.